# Final de la Liga Europa de la UEFA 2023-24
La Final de la Liga Europa de la UEFA 2023-24, se disputó el día 22 de mayo de 2024 en el Estadio Aviva de Dublín, Irlanda.

## Finalistas
En  negrita, las finales ganadas.
| Equipos          | Finales jugadas anteriormente | Finales jugadas anteriormente |
| ---------------- | ----------------------------- | ----------------------------- |
| Atalanta         | Ninguna                       | Ninguna                       |
| Bayer Leverkusen | 1 (1)                         | 1987-88                       |

## Sede de la Final
El 16 de julio de 2021, el Comité Ejecutivo de la UEFA anunció que, debido a la retirada de los derechos de sede para la UEFA Euro 2020, el Aviva Stadium de Dublín recibió los derechos de sede para la final de 2024. Esto formó parte de un acuerdo de conciliación por parte de la UEFA para reconocer los esfuerzos y la inversión financiera realizados para albergar la UEFA Euro 2020.

Esta fue la segunda vez que la final de la Europa League se celebró en el Aviva Stadium, que ya había albergado la final de 2011. Ya que UEFA prohíbe los nombres comerciales en estadios para sus competiciones, el recinto fue llamado Dublín Arena durante la final.
| Irlanda                |              |              |              |
| Ciudad                 | Estadio      |              |              |
| Dublín                 | Dublín Arena | Dublín Arena | Dublín Arena |
|                        |              |              |              |
| 51 711 espectadores    |              |              |              |
| Final Liga Europa 2024 |              |              |              |

## Partidos de clasificación para la Final
| Grupo D            | Pts. | PJ | PG | PE | PP | GF | GC | Dif |
| ------------------ | ---- | -- | -- | -- | -- | -- | -- | --- |
| Atalanta           | 14   | 6  | 4  | 2  | 0  | 12 | 4  | 8   |
| Sporting de Lisboa | 11   | 6  | 3  | 2  | 1  | 10 | 6  | 4   |
| Sturm Graz         | 4    | 6  | 1  | 1  | 4  | 4  | 9  | -5  |
| Raków Częstochowa  | 4    | 6  | 1  | 1  | 4  | 3  | 10 | -7  |

| Grupo H          | Pts. | PJ | PG | PE | PP | GF | GC | Dif |
| ---------------- | ---- | -- | -- | -- | -- | -- | -- | --- |
| Bayer Leverkusen | 18   | 6  | 6  | 0  | 0  | 19 | 3  | 16  |
| Qarabağ          | 10   | 6  | 3  | 1  | 2  | 7  | 9  | -2  |
| Molde            | 7    | 6  | 2  | 1  | 3  | 12 | 12 | 0   |
| Häcken           | 0    | 6  | 0  | 0  | 6  | 3  | 17 | -14 |

## Partido

### Ficha
| 1     | POR   | Juan Musso           |       |
| 19    | DEF   | Berat Djimsiti       |       |
| 4     | DEF   | Isak Hien            |       |
| 23    | DEF   | Sead Kolašinac       | 46'   |
| 77    | MED   | Davide Zappacosta    | 84'   |
| 13    | MED   | Éderson              |       |
| 7     | MED   | Teun Koopmeiners     |       |
| 22    | MED   | Matteo Ruggeri       | 90+1' |
| 17    | DEL   | Charles De Ketelaere | 57'   |
| 90    | DEL   | Gianluca Scamacca    |       |
| 11    | DEL   | Ademola Lookman      | 84'   |
| D. T. | D. T. | Gian Piero Gasperini |       |

| 17    | POR   | Matěj Kovář        |     |
| 12    | DEF   | Edmond Tapsoba     |     |
| 4     | DEF   | Jonathan Tah       |     |
| 3     | DEF   | Piero Hincapié     |     |
| 2     | MED   | Josip Stanišić     | 46' |
| 25    | MED   | Exequiel Palacios  | 68' |
| 34    | MED   | Granit Xhaka       |     |
| 20    | MED   | Alejandro Grimaldo | 69' |
| 30    | DEL   | Jeremie Frimpong   | 81' |
| 21    | DEL   | Amine Adli         |     |
| 10    | DEL   | Florian Wirtz      | 81' |
| D. T. | D. T. | Xabi Alonso        |     |

| 42 | DEF | Giorgio Scalvini | 46'   |
| 8  | MED | Mario Pašalić    | 57'   |
| 33 | DEF | Hans Hateboer    | 84'   |
| 10 | DEL | El Bilal Touré   | 84'   |
| 2  | DEF | Rafael Tolói     | 90+1' |

| 22 | DEL | Victor Boniface | 46' |
| 8  | MED | Robert Andrich  | 68' |
| 23 | DEL | Adam Hložek     | 69' |
| 19 | MED | Nathan Tella    | 81' |
| 14 | DEL | Patrik Schick   | 81' |

| 12' · 26' · 75' | Ademola Lookman | 1:0 2:0 3:0 |

| 22' · 35' · 60' · 70' | Berat Djimsiti Gianluca Scamacca Davide Zappacosta Teun Koopmeiners |

| 35' · 67' · 73' | Florian Wirtz Edmond Tapsoba Robert Andrich |

| Principal  | István Kovács    |
| Asistentes | Vasile Marinescu |
|            | Mihai Artene     |
| Cuarto     | Ivan Kružliak    |

| VAR            | Pol van Boekel |
| Asistentes VAR | Catalin Papa   |
|                | Rob Dieperink  |

|                    |     |     |
| Tiros              | 10  | 10  |
| Tiros a puerta     | 7   | 3   |
| Faltas             | 21  | 12  |
| Saques de esquina  | 2   | 5   |
| Fueras de juego    | 1   | 0   |
| Posesión del balón | 42% | 58% |

| Alineación inicial |

| 1     | POR   | Juan Musso           |       |
| 19    | DEF   | Berat Djimsiti       |       |
| 4     | DEF   | Isak Hien            |       |
| 23    | DEF   | Sead Kolašinac       | 46'   |
| 77    | MED   | Davide Zappacosta    | 84'   |
| 13    | MED   | Éderson              |       |
| 7     | MED   | Teun Koopmeiners     |       |
| 22    | MED   | Matteo Ruggeri       | 90+1' |
| 17    | DEL   | Charles De Ketelaere | 57'   |
| 90    | DEL   | Gianluca Scamacca    |       |
| 11    | DEL   | Ademola Lookman      | 84'   |
| D. T. | D. T. | Gian Piero Gasperini |       |

| 17    | POR   | Matěj Kovář        |     |
| 12    | DEF   | Edmond Tapsoba     |     |
| 4     | DEF   | Jonathan Tah       |     |
| 3     | DEF   | Piero Hincapié     |     |
| 2     | MED   | Josip Stanišić     | 46' |
| 25    | MED   | Exequiel Palacios  | 68' |
| 34    | MED   | Granit Xhaka       |     |
| 20    | MED   | Alejandro Grimaldo | 69' |
| 30    | DEL   | Jeremie Frimpong   | 81' |
| 21    | DEL   | Amine Adli         |     |
| 10    | DEL   | Florian Wirtz      | 81' |
| D. T. | D. T. | Xabi Alonso        |     |

| 42 | DEF | Giorgio Scalvini | 46'   |
| 8  | MED | Mario Pašalić    | 57'   |
| 33 | DEF | Hans Hateboer    | 84'   |
| 10 | DEL | El Bilal Touré   | 84'   |
| 2  | DEF | Rafael Tolói     | 90+1' |

| 22 | DEL | Victor Boniface | 46' |
| 8  | MED | Robert Andrich  | 68' |
| 23 | DEL | Adam Hložek     | 69' |
| 19 | MED | Nathan Tella    | 81' |
| 14 | DEL | Patrik Schick   | 81' |

| 12' · 26' · 75' | Ademola Lookman | 1:0 2:0 3:0 |

| 22' · 35' · 60' · 70' | Berat Djimsiti Gianluca Scamacca Davide Zappacosta Teun Koopmeiners |

| 35' · 67' · 73' | Florian Wirtz Edmond Tapsoba Robert Andrich |

| Principal  | István Kovács    |
| Asistentes | Vasile Marinescu |
|            | Mihai Artene     |
| Cuarto     | Ivan Kružliak    |

| VAR            | Pol van Boekel |
| Asistentes VAR | Catalin Papa   |
|                | Rob Dieperink  |

|                    |     |     |
| Tiros              | 10  | 10  |
| Tiros a puerta     | 7   | 3   |
| Faltas             | 21  | 12  |
| Saques de esquina  | 2   | 5   |
| Fueras de juego    | 1   | 0   |
| Posesión del balón | 42% | 58% |

| Alineación inicial |

| 1     | POR   | Juan Musso           |       |
| 19    | DEF   | Berat Djimsiti       |       |
| 4     | DEF   | Isak Hien            |       |
| 23    | DEF   | Sead Kolašinac       | 46'   |
| 77    | MED   | Davide Zappacosta    | 84'   |
| 13    | MED   | Éderson              |       |
| 7     | MED   | Teun Koopmeiners     |       |
| 22    | MED   | Matteo Ruggeri       | 90+1' |
| 17    | DEL   | Charles De Ketelaere | 57'   |
| 90    | DEL   | Gianluca Scamacca    |       |
| 11    | DEL   | Ademola Lookman      | 84'   |
| D. T. | D. T. | Gian Piero Gasperini |       |

| 17    | POR   | Matěj Kovář        |     |
| 12    | DEF   | Edmond Tapsoba     |     |
| 4     | DEF   | Jonathan Tah       |     |
| 3     | DEF   | Piero Hincapié     |     |
| 2     | MED   | Josip Stanišić     | 46' |
| 25    | MED   | Exequiel Palacios  | 68' |
| 34    | MED   | Granit Xhaka       |     |
| 20    | MED   | Alejandro Grimaldo | 69' |
| 30    | DEL   | Jeremie Frimpong   | 81' |
| 21    | DEL   | Amine Adli         |     |
| 10    | DEL   | Florian Wirtz      | 81' |
| D. T. | D. T. | Xabi Alonso        |     |

| 42 | DEF | Giorgio Scalvini | 46'   |
| 8  | MED | Mario Pašalić    | 57'   |
| 33 | DEF | Hans Hateboer    | 84'   |
| 10 | DEL | El Bilal Touré   | 84'   |
| 2  | DEF | Rafael Tolói     | 90+1' |

| 22 | DEL | Victor Boniface | 46' |
| 8  | MED | Robert Andrich  | 68' |
| 23 | DEL | Adam Hložek     | 69' |
| 19 | MED | Nathan Tella    | 81' |
| 14 | DEL | Patrik Schick   | 81' |

| 12' · 26' · 75' | Ademola Lookman | 1:0 2:0 3:0 |

| 22' · 35' · 60' · 70' | Berat Djimsiti Gianluca Scamacca Davide Zappacosta Teun Koopmeiners |

| 35' · 67' · 73' | Florian Wirtz Edmond Tapsoba Robert Andrich |

| Principal  | István Kovács    |
| Asistentes | Vasile Marinescu |
|            | Mihai Artene     |
| Cuarto     | Ivan Kružliak    |

| VAR            | Pol van Boekel |
| Asistentes VAR | Catalin Papa   |
|                | Rob Dieperink  |

|                    |     |     |
| Tiros              | 10  | 10  |
| Tiros a puerta     | 7   | 3   |
| Faltas             | 21  | 12  |
| Saques de esquina  | 2   | 5   |
| Fueras de juego    | 1   | 0   |
| Posesión del balón | 42% | 58% |

| Alineación inicial |

| 1     | POR   | Juan Musso           |       |
| 19    | DEF   | Berat Djimsiti       |       |
| 4     | DEF   | Isak Hien            |       |
| 23    | DEF   | Sead Kolašinac       | 46'   |
| 77    | MED   | Davide Zappacosta    | 84'   |
| 13    | MED   | Éderson              |       |
| 7     | MED   | Teun Koopmeiners     |       |
| 22    | MED   | Matteo Ruggeri       | 90+1' |
| 17    | DEL   | Charles De Ketelaere | 57'   |
| 90    | DEL   | Gianluca Scamacca    |       |
| 11    | DEL   | Ademola Lookman      | 84'   |
| D. T. | D. T. | Gian Piero Gasperini |       |

| 17    | POR   | Matěj Kovář        |     |
| 12    | DEF   | Edmond Tapsoba     |     |
| 4     | DEF   | Jonathan Tah       |     |
| 3     | DEF   | Piero Hincapié     |     |
| 2     | MED   | Josip Stanišić     | 46' |
| 25    | MED   | Exequiel Palacios  | 68' |
| 34    | MED   | Granit Xhaka       |     |
| 20    | MED   | Alejandro Grimaldo | 69' |
| 30    | DEL   | Jeremie Frimpong   | 81' |
| 21    | DEL   | Amine Adli         |     |
| 10    | DEL   | Florian Wirtz      | 81' |
| D. T. | D. T. | Xabi Alonso        |     |

| 42 | DEF | Giorgio Scalvini | 46'   |
| 8  | MED | Mario Pašalić    | 57'   |
| 33 | DEF | Hans Hateboer    | 84'   |
| 10 | DEL | El Bilal Touré   | 84'   |
| 2  | DEF | Rafael Tolói     | 90+1' |

| 22 | DEL | Victor Boniface | 46' |
| 8  | MED | Robert Andrich  | 68' |
| 23 | DEL | Adam Hložek     | 69' |
| 19 | MED | Nathan Tella    | 81' |
| 14 | DEL | Patrik Schick   | 81' |

| 12' · 26' · 75' | Ademola Lookman | 1:0 2:0 3:0 |

| 22' · 35' · 60' · 70' | Berat Djimsiti Gianluca Scamacca Davide Zappacosta Teun Koopmeiners |

| 35' · 67' · 73' | Florian Wirtz Edmond Tapsoba Robert Andrich |

| Principal  | István Kovács    |
| Asistentes | Vasile Marinescu |
|            | Mihai Artene     |
| Cuarto     | Ivan Kružliak    |

| VAR            | Pol van Boekel |
| Asistentes VAR | Catalin Papa   |
|                | Rob Dieperink  |

|                    |     |     |
| Tiros              | 10  | 10  |
| Tiros a puerta     | 7   | 3   |
| Faltas             | 21  | 12  |
| Saques de esquina  | 2   | 5   |
| Fueras de juego    | 1   | 0   |
| Posesión del balón | 42% | 58% |

| Alineación inicial |

|                              |
| Bandera de Italia            |
| Campeón Atalanta 1.er título |